# Rue Lydéric
La rue Lydéric est une rue de Lille.

## Situation et accès
La rue  située dans le quartier de Lille-Centre en bordure du quartier Saint-Sauveur relie la rue de Valmy (Lille) à la rue d’Hazebrouck, croise la rue Malpart sur sa gauche et la rue Watteau sur sa droite. La rue est desservie par la station de métro Mairie de Lille.

## Origine du nom
Lydéric est le fondateur mythique de la ville de Lille.

## Historique
La rue est ouverte en 1865 sur la partie du rempart détruit en bordure de la caserne de la porte de Paris (actuellement caserne Vandamme) lors de l’agrandissement de Lille de 1860. Elle est dénommée rue Lydéric le 11 octobre 1867. 

### La rue auXXIesiècle
La rue  est une voie  secondaire calme sans commerce bordée au nord-est par la caserne Vandamme, sur l’autre rive par des immeubles résidentiels dont celui à l’angle de la rue Watteau aménagé dans une ancienne usine de cartonnages et par un temple anglican.

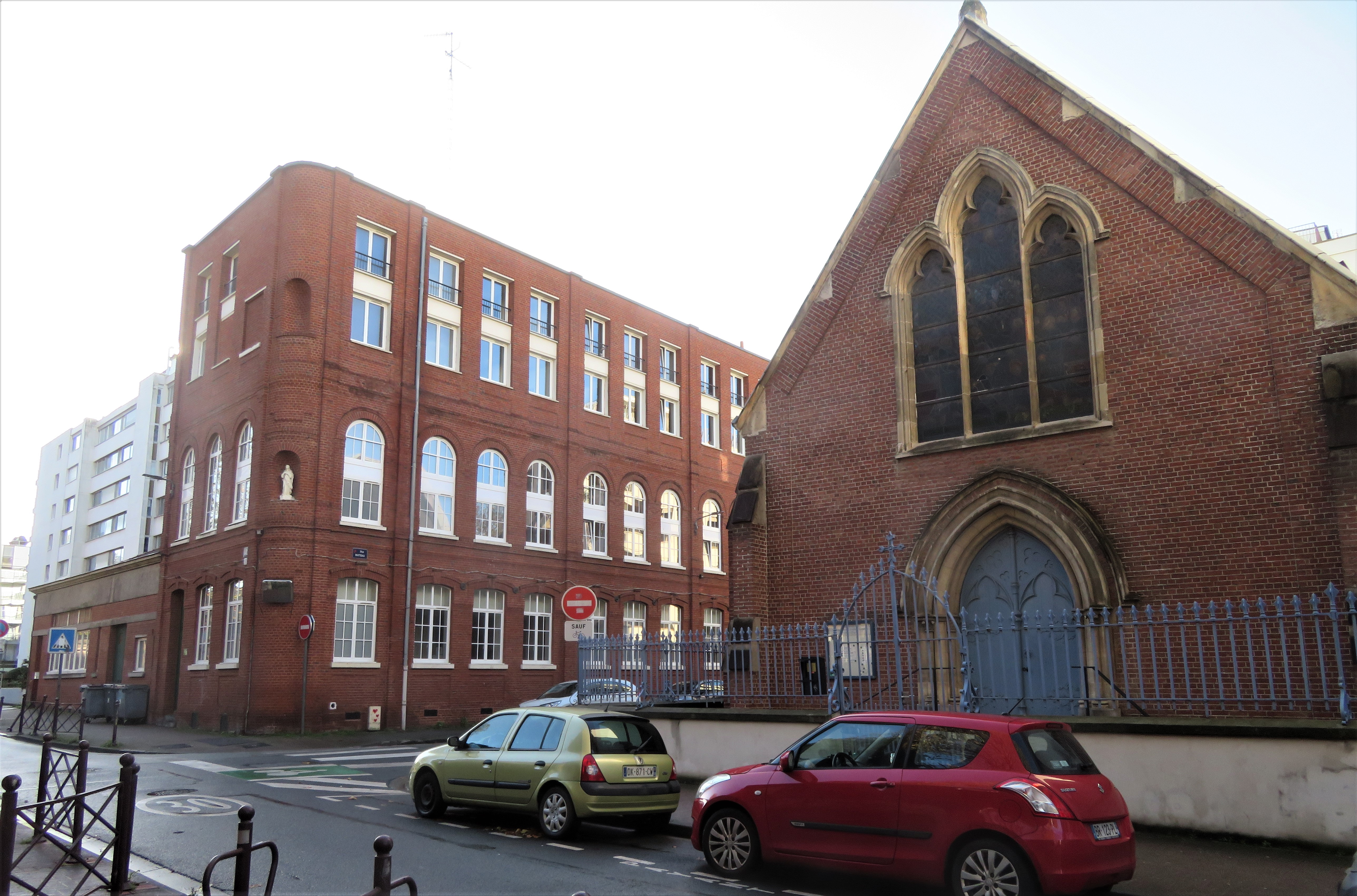
Temple anglican rue Lydéric
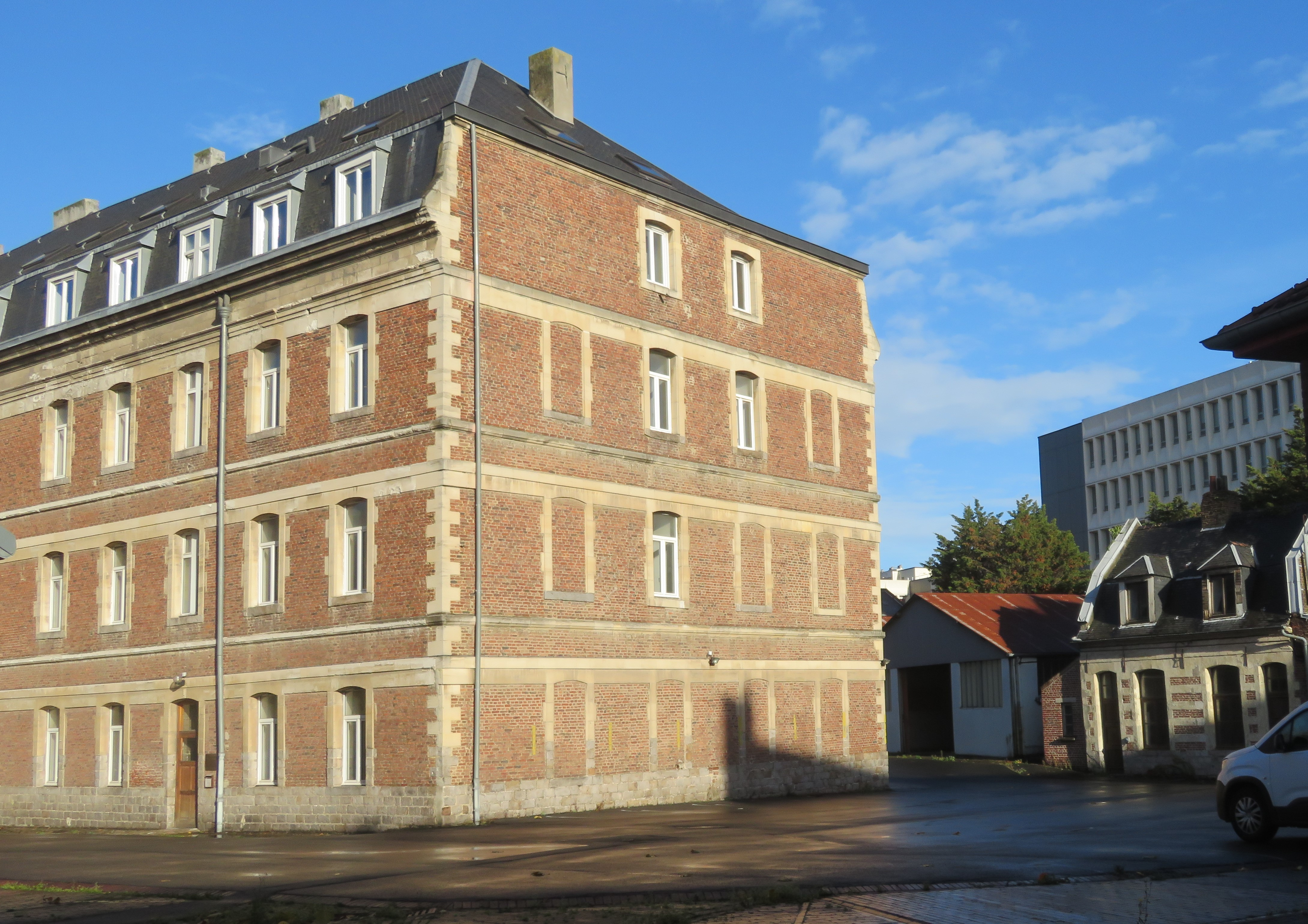
Porte d’entrée de la caserne Vandamme
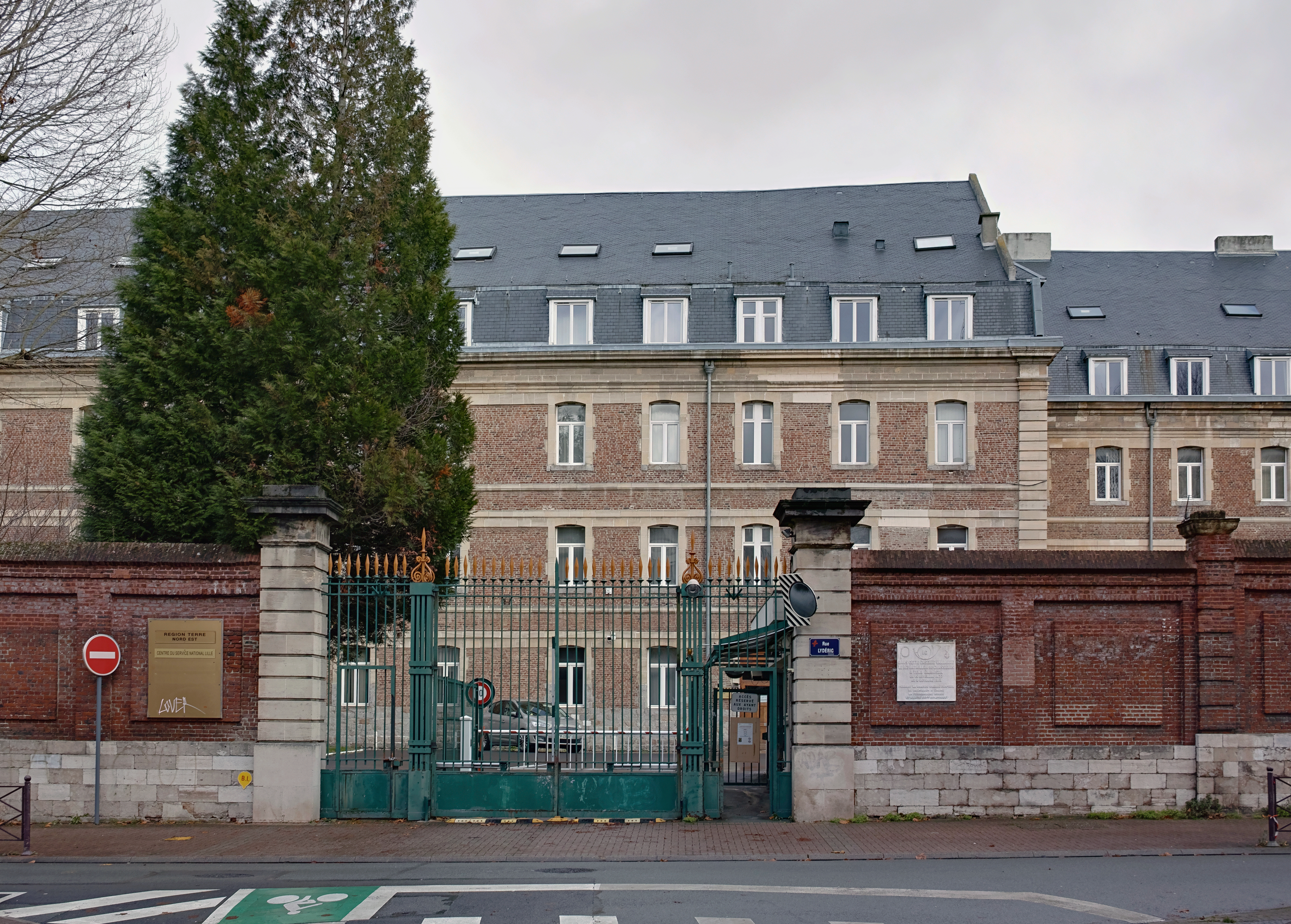
Partie sud-est de la caserne

## Bâtiments remarquables et lieux de mémoire

### Caserne Vandamme
La caserne Vandamme fut construite en 1736 en bordure du rempart à l’emplacement de l’hôpital militaire Saint-Louis. Elle était nommée caserne de la porte de Paris.